# Lister Hafen
Der Lister Hafen in List auf Sylt ist der nördlichste Hafen Deutschlands. 

## Geographie
Der Hafen liegt an der Ostseite von Sylt und ist somit nicht dem Seegang der Nordsee ausgesetzt. Seit dem Bau des Hindenburgdamms und des Rømødæmningen ist er nur noch über das Lister Tief zu erreichen. Der mittlere Tidenhub beträgt 1,8 m und das Hafenbecken fällt nicht trocken.

## Geschichte

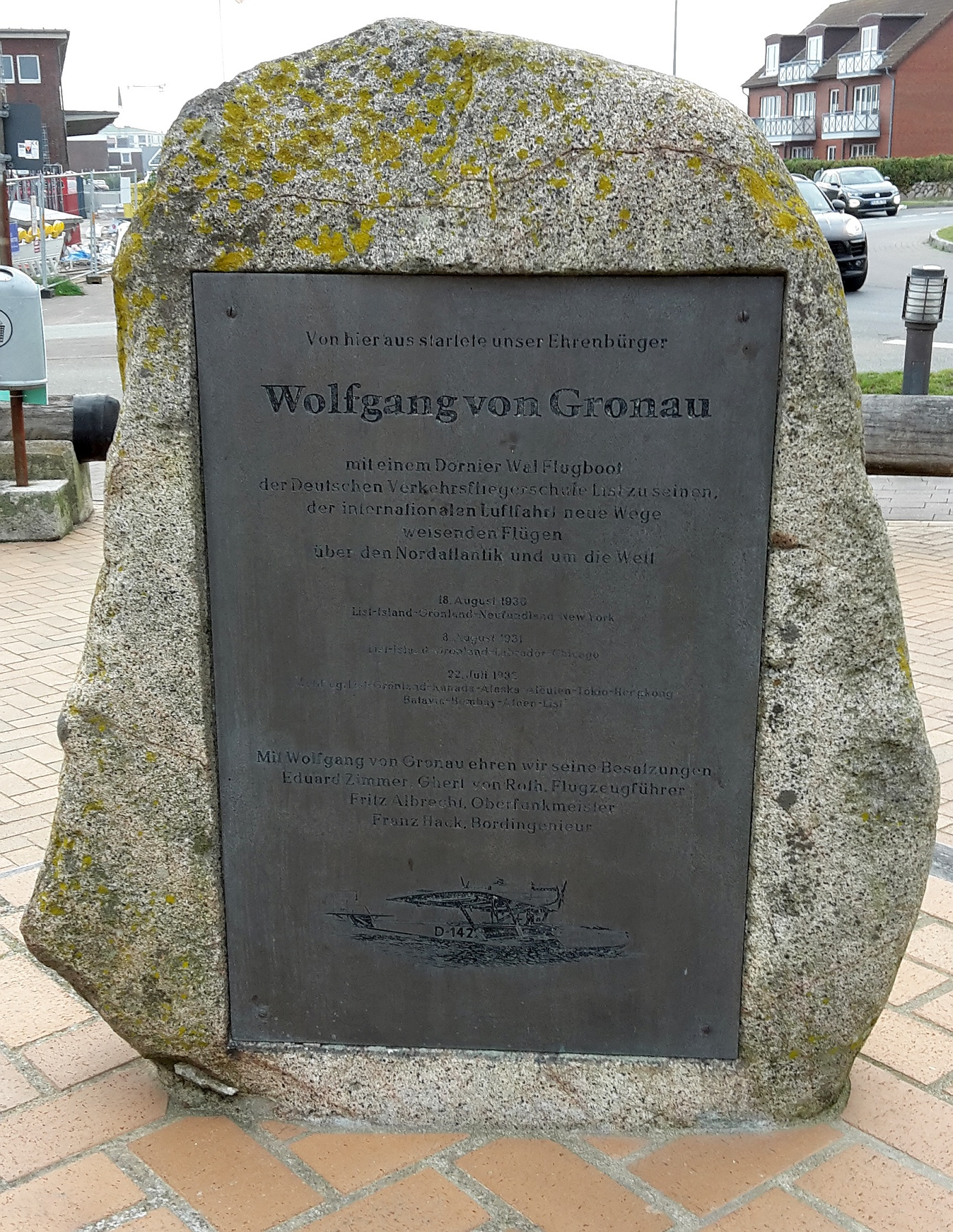
Ehrenbürger Gedenktafel für Wolfgang von Gronau am Lister Hafen

Die Geschichte des Lister Hafens beginnt im Mittelalter als Station auf dem Handelsweg von Ribe über die nordfriesischen Inseln und Helgoland nach England. Durch die Verlagerung der Handelswege verlor der Hafen zum Ende des 17. Jahrhunderts an Bedeutung.
Mit der Ansiedlung der Kaiserlichen Marine gewann der Lister Hafen zu Beginn des 20. Jahrhunderts wieder an Gewicht. Im Ersten Weltkrieg ankerten Flottenverbände vor List und für Wasserflugzeuge einer Seeflugstation wurde ein Hangar errichtet.

### Verkehrsfliegerschule

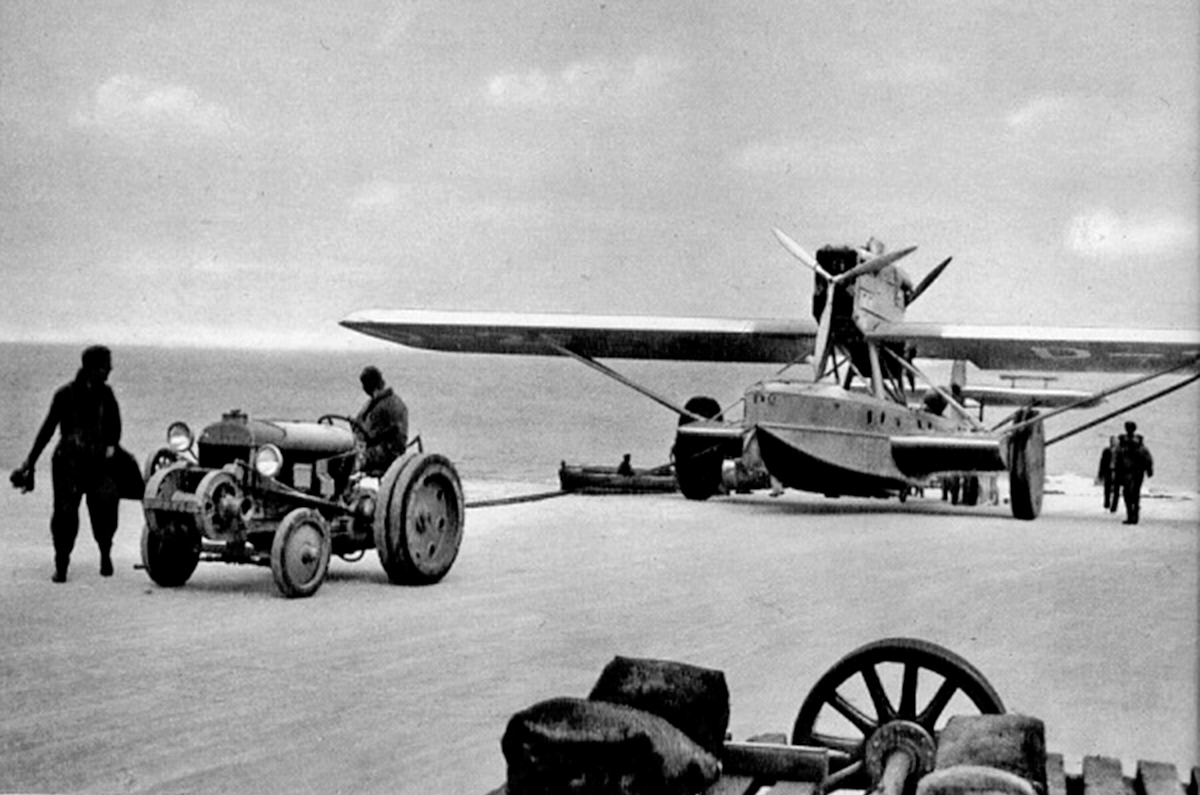
Dornier Wal „D-2053“ auf der Slipanlage im Lister Hafen (1932)

Nach dem Ersten Weltkrieg diente die Station als Zweigstelle der Deutschen Verkehrsfliegerschule (DVS). Im Juli 1932 startete Wolfgang von Gronau, der DVS-Zweigstellenleiter, mit einem Wasserflugzeug des Typs Dornier-Wal zu einer Weltumrundung, die ihn nach über 44.000 km im November 1932 wieder nach List zurückführte.

### Fährhafen
Nach dem Zweiten Weltkrieg wurde die zivile Nutzung des Hafens erweitert und 1963 die Rømø-Sylt-Linie aufgenommen. Bereits ein Jahr später erfolgte die Inbetriebnahme eines zusätzlichen Fähranlegers für die Verladung von Kraftfahrzeugen. Der Hafen entwickelte sich immer mehr zum touristischen Zentrum des Ortes. Fischbuden und Souvenirstände entstanden und Adler-Schiffe boten Ausflugs- und Erlebnisfahrten in das Wattenmeer an. Im Winter 2003/2004 wurde das Hafengebiet durch die Gemeinde und die Anlieger komplett neu gestaltet. Die alten Buden wurden durch ein Ensemble skandinavisch aussehender Holzhäuser ersetzt und die Alte Tonnenhalle wurde als Ladenpassage neu errichtet. Seit einigen Jahren ist der Hafen nach dem International Ship and Port Facility Security Code zertifiziert. Die Kreuzfahrtschiffe Europa, Europa 2, Deutschland und Sea Cloud II haben bereits vor List geankert und ihre Passagiere mit Tenderbooten über den Lister Hafen auf die Insel gebracht.

## Verkehr und Tourismus
Südlich des eigentlichen Hafenbeckens befindet sich der RoRo-Anleger für die SyltExpress, die mehrmals täglich zwischen List und Rømø Havn verkehrt. Innerhalb der Molen sind der Seenotkreuzer Pidder Lüng, das Forschungsschiff Mya II und der Whiskykutter The Angel’s Share beheimatet. An den Schwimmstegen liegen die Boote des Lister Yacht-Club Sylt von 1967. Die Ausflugsfahrten der Adler-Schiffe starten ebenfalls aus dem geschützten Hafenbecken. Nördlich davon gibt es eine Slipanlage.
Der Hafenvorplatz ist umgeben von diversen Läden und Gastronomiebetrieben. Hinter dem Parkplatz liegt das Erlebniszentrum Naturgewalten Sylt. Der Lister Hafen ist Endstation der SVG Linie 1 und Haltepunkt der Sylter Inselrundfahrten.